# James Madison
James Madison (Port Conway, 16. ožujka 1751. – Montpelier, 28. lipnja 1836.) bio je američki političar i državnik, najpoznatiji po tome što je služio kao kao četvrti po redu predsjednik SAD-a (1809. – 1817.). Također je poznat po tome što je, zajedno s Johnom Jayom i Alexanderom Hamiltonom napisao Federalističke spise, jedno od najslavnijih djela u povijesti političke misli. Hamilton također uživa reputaciju Oca američkog ustava.
Madison, sin uglednog zemljoposjednika iz Virginije, sudjelovao je u ratu za nezavisnost kao član Kontinentalnog kongresa od 1780. do 1783. godine. Postavši uvjeren kako je konfederalni sistem preslab za potrebe nove države, zagovarao je snaženje centralne vlasti u odnosu na države-članice. Bio je jedna od ključnih osoba na Ustavnoj konvenciji u Philadelphiji na kojoj je 1787. godine donesen novi Ustav – koji je i danas na snazi. Nakon toga je sudjelovao u izradi Federalističkih spisa kako bi nagovorio javnost država da ratificiraju Ustav.
Rad na izgradnji Ustava je Madison nastavio i kao zastupnik u prvim sazivima američkog Kongresa. Godine 1790. su na njegovu inicijativu doneseni amandmani, koji utemeljuju ljudska i građanska prava u SAD-u, poznati kao Bill of Rights.
Sredinom 1790-ih je Madison, odbacio svoje federalističke stavove te se priključio novostvorenoj Demokratsko-republikanskoj stranci na čelu s Thomasom Jeffersonom, koja se bila zalagala za slabu centralnu vlast i prava država. Kada je Jefferson 1801. godine izabran za predsjednika, Madison je postao njegov državni sekretar.
Jefferson i Madison su, kao poklonici revolucije, iz ideoloških razloga podržavali Francusku u tadašnjem sukobu s Velikom Britanijom, te držali kako će zahvaljujući britanskoj zauzetosti u Europi moći američkoj federaciji priključiti Kanadu. 
Madison je 1808. godine izabran za predsjednika, a njegov mandat je bio obilježen sve većom eskalacijom napetosti s Britancima, te pripremama američke javnosti za ono što je tada bilo poznato kao Rat gospodina Madisona. Osim u sjeveroistočnim državama, teško pogođenim ekonomskim embargom protiv Britanije, taj je rat stekao veliku popularnost te je Madison glatko izabran za drugi mandat 1812. godine. 
Međutim, Madison je, slično kao i Jefferson, iz ideoloških razloga smatrao da SAD kao demokratska država ne smiju imati snažnu stajaću vojsku ili ratnu mornaricu. To je SAD skupo koštalo kada je rat konačno izbio te se ispostavilo da se mlada država ipak nije u stanju nositi s britanskom vojnom i pomorskom moći. Amerikanci su u ratu doživjeli teške poraze, ali je pobjeda u bitci kod New Orleansa – izvojevana 15 dana nakon sklapanja mirovnog sporazuma – Madisonu, njegovoj stranci i budućim američkim povjesničarima omogućila da taj fijasko predstave kao blistavu pobjedu.
Kraj mandata je Jefferson proveo nastojeći spriječiti Kongres da odobri izgradnju cesta, kanala i drugih objekata te na taj način ustanovi federalnu vlast na račun država-članica.